# 斯坦氏突吻魚
斯坦氏突吻魚（学名：Varicorhinus steindachneri）为輻鰭魚綱鯉形目鲤科的其中一種，分布於非洲喀麥隆南部至安哥拉的河流，體長可達19公分。

## 扩展阅读
維基物種上的相關：斯坦氏突吻魚